# Antimio de Abajo
Antimio de Abajo es una localidad española perteneciente al municipio de Onzonilla, en la provincia de León, comunidad autónoma de Castilla y León. 

## Geografía e historia
Situado sobre el arroyo de Antimio que vierte sus aguas al Río Esla.
Los terrenos de Antimio de Abajo limitan con los de Villanueva del Carnero al norte, Onzonilla al noreste, Viloria de la Jurisdicción al este, Cembranos y San Cibrián de Ardón al sureste, Cillanueva al sur, Banuncias al suroeste, Ardoncino y Chozas de Abajo al oeste y Antimio de Arriba al noroeste.
Perteneció a la antigua Hermandad de Valdoncina.

## Casa de cultura
Se encuentra en la Calle de El Eco, provisionalmente, mientras está en construcción un nuevo local en la Plaza Mayor, es el lugar donde se celebra la tradicional «Cena de el Escabeche». El nuevo edificio alberga el nuevo Centro de Salud.

## Iglesia
La Iglesia de San Pedro y San Pablo está emplazada en la Plaza de la Constitución y fue construida cuando Antonio González de Lama era el párroco del pueblo.